# Aeroportul Taldykourgan
Aeroportul Taldykourgan (IATA: TDK, ICAO: UAAT) este un aeroport din Provincia Almaty, Kazahstan ce deservește zona Taldyqorǵan. Aeroportul a fost tranzitat în 2018 de 37.225 de pasageri.
Situat la o altitudine de 591 m, aeroportul dispune de o singură pistă.